# 5626 Melissabrucker
5626 Melissabrucker este o planetă minoră (asteroid) din Asteroid Amor. A fost descoperită pe 18 martie 1991 la Observatorul Național Kitt Peak de Spacewatch și a fost numită după Melissa Brucker⁠(d). 
Obiectul prezintă o orbită caracterizată de o semiaxă mare de 2,1968902 UAi, o excentricitate de 0,453955, o înclinație de 3,84991 ° în raport cu ecliptica.